# Pietro Benvenuto degli Ordini

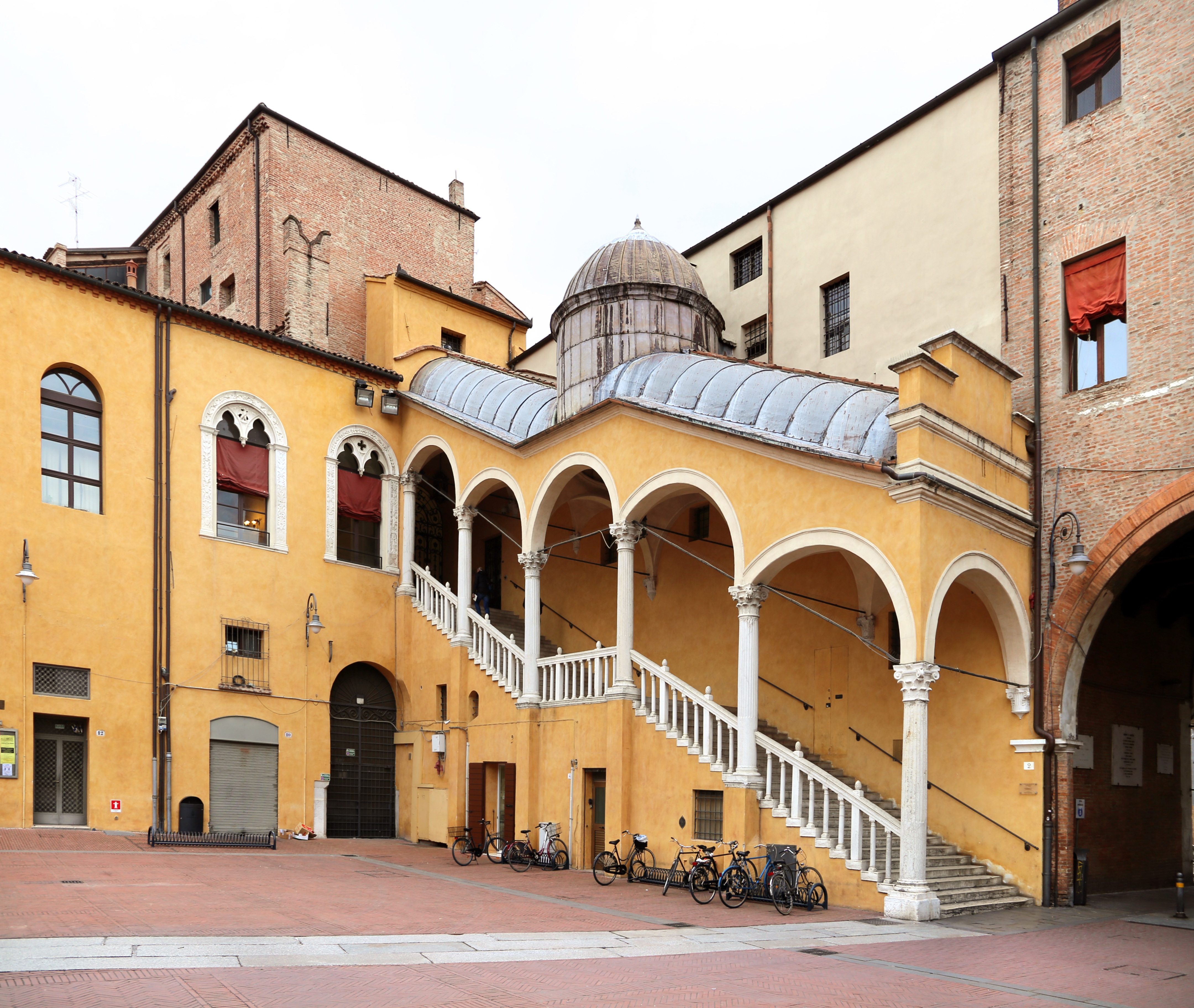
Scalone monumentale del palazzo Ducale, (1479-1481)

Pietro di Benvenuto degli Ordini (Ferrara, doc. 1448 – Ferrara, 1483) è stato un architetto italiano.

## Biografia
Fu architetto di corte di Borso d'Este e poi di Ercole I d'Este. Dal 1454 al 1458 è tra i responsabili della costruzione delle opere in muratura del primo ordine del campanile della Cattedrale di San Giorgio (Ferrara).
Tra il 1466 e il 1471 fu incaricato di riorganizzare ed estendere la struttura del Palazzo Schifanoia, nonché di realizzare un appartamento per il duca al primo piano. I lavori furono poi ultimati dal suo assistente, Biagio Rossetti.
Nel palazzo Ducale, l'odierno Palazzo Municipale (Ferrara), tra il 1474 e il 1481 realizzò il nuovo cortile, la cappella, il giardino della fontana e la splendida scala d'onore che domina la piazza.
La maggior parte dei edifici costruiti da Pietro di Benvenuto ha subito trasformazioni o è andata distrutta, ad esclusione dello scalone del palazzo Ducale.